# Jackie Manuel
Jackie Kameron Manuel (nacido el 29 de marzo de 1983 en West Palm Beach, Florida) es un exjugador de baloncesto estadounidense. Mide 1,96 y jugaba de base. En la actualidad es entrenador asistente en UNCG Spartans.

## Trayectoria deportiva

### Universidad
Manuel jugó durante 4 temporadas con los Tar Heels de la Universidad de North Carolina, donde tras 89 partidos promedió 6,5 puntos. Ayudó a conseguir el título de campeones de la NCAA en 2005. Fue elegido en dos ocasiones en el Mejor quinteto defensivo de la ACC.

### Profesional
Tras no ser elegido en el Draft de la NBA de 2005, Manuel entró en el draft de expansión de la NBDL, donde fue seleccionado por Los Angeles D-Fenders. Pasó casi todo el año lesionado, y fue traspasado a los Fayetteville Patriots, donde no llegó a jugar ni un partido por la lesión. En 2006 regresó de nuevo a Los Ángeles.
En agosto de 2007 firmó un contrato de un año con los Boston Celtics, siendo despedido en octubre de ese mismo año, siendo asignado a los Iowa Energy de la liga de desarrollo de la NBA.

#### Equipos
- Los Angeles D-Fenders - NBDL (2005-2007)
- Iowa Energy - NBDL (2007-2008)
- Erie BayHawks (2008-2010)
- Miyazaki Shining Suns (2010-2011)